# Sven Lokrantz
Sven Richard Lokrantz, född 22 september 1892 på Munsön i Munsö församling, Stockholms län, död 11 mars 1940 i Los Angeles, USA, var en svenskamerikansk läkare.
Sven Lokrantz var son till godsägaren Axel Vilhelm Lokrantz. Han utvandrade till USA 1914 och blev 1918 Doctor of Medicine i Boston. Samma år öppnade han läkarpraktik i Los Angeles, där han 1924 blev skolöverläkare och överdirektör för hälsovården. Han gjorde sig som sådan mycket känd, och var bland annat överläkare vid Olympiska sommarspelen 1932, hedersordförande i sommarspelens svenska olympiska kommitté samt ordförande i American Association of School Physicians och Southern California Public Health Association. Han var även stiftare av Ling Foundation. Lokrantz blev internationellt känd genom de humanitära idéer han införde inom den förebyggande skolsjukvårdens område.